# Mode vectoriel
 (janvier 2024).
 (janvier 2024).
Dans la théorie des perturbations cosmologiques, le terme de mode vectoriel se réfère à une perturbation de la métrique riemannienne de l'univers qui résulte de l'existence de certains champs de vitesse dits rotationnels, c'est-à-dire correspondant à des configurations de type tourbillon — on parle aussi de vorticité. Contrairement à la physique newtonienne, ces configurations affectent le champ gravitationnel dans le cadre de la relativité générale. Un exemple est le gravitomagnétisme ou l'effet Lense-Thirring. Dans le cadre de la cosmologie, ces configurations sont appelées modes vectoriels.

## Description
L'évolution des modes vectoriels tend à réduire leur amplitude dans un univers en expansion. La raison en est qu'un mode vectoriel, à l'instar d'un tourbillon en mécanique des fluides, transporte du moment cinétique. La quantité L v, où L est la taille du vortex et v la vitesse typique[Quoi ?] en son sein, est donc une constante au cours du temps, car le moment cinétique se conserve. Or, du fait de l'expansion de l'univers, les distances s'allongent au cours du temps et donc L croît. Par conséquent, la vitesse v décroît au cours du temps. Pour ces raisons, les modes vectoriels ont tendance à s'atténuer du fait de l'expansion, jusqu'à disparaître. La seule possibilité de l'existence des modes vectoriels résulte de l'existence de phénomènes physiques générant constamment au cours du temps ces modes. C'est par exemple le cas des cordes cosmiques, objets hypothétiques non détectés à ce jour.
Il existe d'autres types de perturbations en cosmologie : les modes scalaires, correspondants au potentiel gravitationnel de la physique newtonienne et les modes tensoriels, qui correspondent aux ondes gravitationnelles. Ces configurations n'ont pas tendance à être dissipées au cours du temps et jouent ainsi un rôle important, notamment les modes scalaires, qui sont à l'origine de la formation des grandes structures (galaxies, amas de galaxies, etc.). Modes scalaires et modes tensoriels ont pense-t-on[Qui ?] été produits très tôt dans l'histoire de l'univers, lors de l'inflation cosmique.